# Балка Вовча (ботанічний заказник)
Балка Вовча — ботанічний заказник місцевого значення. Об'єкт розташований на території Запорізького району Запорізької області, село Біленьке.
Площа — 1,5 га, статус отриманий у 1980 році.
Статус надано з метою охорони місць зростання лікарських рослин. Охороняється цілинна балка де зростають звіробій, шипшина, глід. 
У заказнику трапляються представники раритетної весняної флори, в тому числі занесені до Червоної книги України: горицвіт волзький, сон лучний, брандушка різнобарвна,
рястка Буше, тюльпан дібровний та Червоного списку Запорізької області: валеріана пагононосна, півники карликові, проліска дволиста.